# Pieve Santo Stefano
Pieve Santo Stefano – miejscowość i gmina we Włoszech, w regionie Toskania, w prowincji Arezzo.
Według danych na styczeń 2009 gminę zamieszkiwało 3255 osób przy gęstości zaludnienia 20,9 os./1 km².